# Maulde (Henegouwen)
Maulde is een dorp in de Belgische provincie Henegouwen, en een deelgemeente van de Waalse stad Doornik.

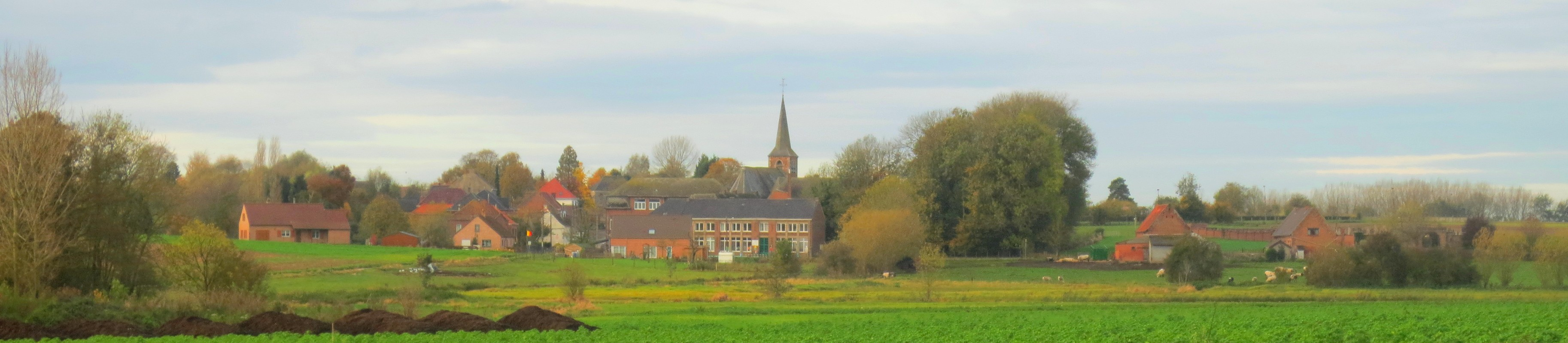
Zicht op Maulde

## Geschiedenis
Maulde bleef een zelfstandige gemeente, tot die bij de gemeentelijke herindeling van 1977 toegevoegd werd aan de gemeente Doornik.

## Bezienswaardigheden
- De Sint-Thomaskerk (Église Saint-Thomas) heeft een romaans-gotische middenbeuk. Voor het overige werd deze gebouwd in 1770.
- Het Kasteel van Maulde is gebouw van 1755 in classicistische stijl met een ronde toren uit de 12e eeuw. Het kasteel is gelegen in een park.
- Het Château de Mansart is een neogotisch kasteel van 1873, voornamelijk gebouwd in baksteen.

## Natuur en landschap
Ten noorden van Maulde ligt het Bois des Houppes en het Bois de Pétrieux. De hoogte bedraagt 64 meter aan de kerk. Ten noorden ligt een geïsoleerde heuvelrug met een hoogte tot 124 meter.

## Demografische ontwikkeling
- Bronnen:NIS, Opm:1831 tot en met 1970=volkstellingen

## Politiek
Maulde had een eigen gemeentebestuur en burgemeester tot de fusie van 1977. 

### Burgemeesters
| Tijdspanne | Tijdspanne  | Burgemeester            |
| ---------- | ----------- | ----------------------- |
|            | 1854 - 1880 | Alfred Cossée de Maulde |
|            | ...         |                         |
|            | 1886 - 1910 | Armand Cossée de Maulde |
|            | ...         |                         |
|            | 1912 - 1921 | Louis Brichart          |
|            | 1921 - 1940 | Jean Richard            |
|            | ...         |                         |
|            | 1942        | Adolphe de Paepe        |
|            | ...         |                         |
|            | 1946 - 1958 | Jean Richard            |
|            | 1959 - 1970 | Louis Andre             |
|            | 1971 - 1977 | Josephe Blin            |

## Nabijgelegen kernen
Beclers, Barry, Gallaix, Thieulain